# 可搬式蒸気機関

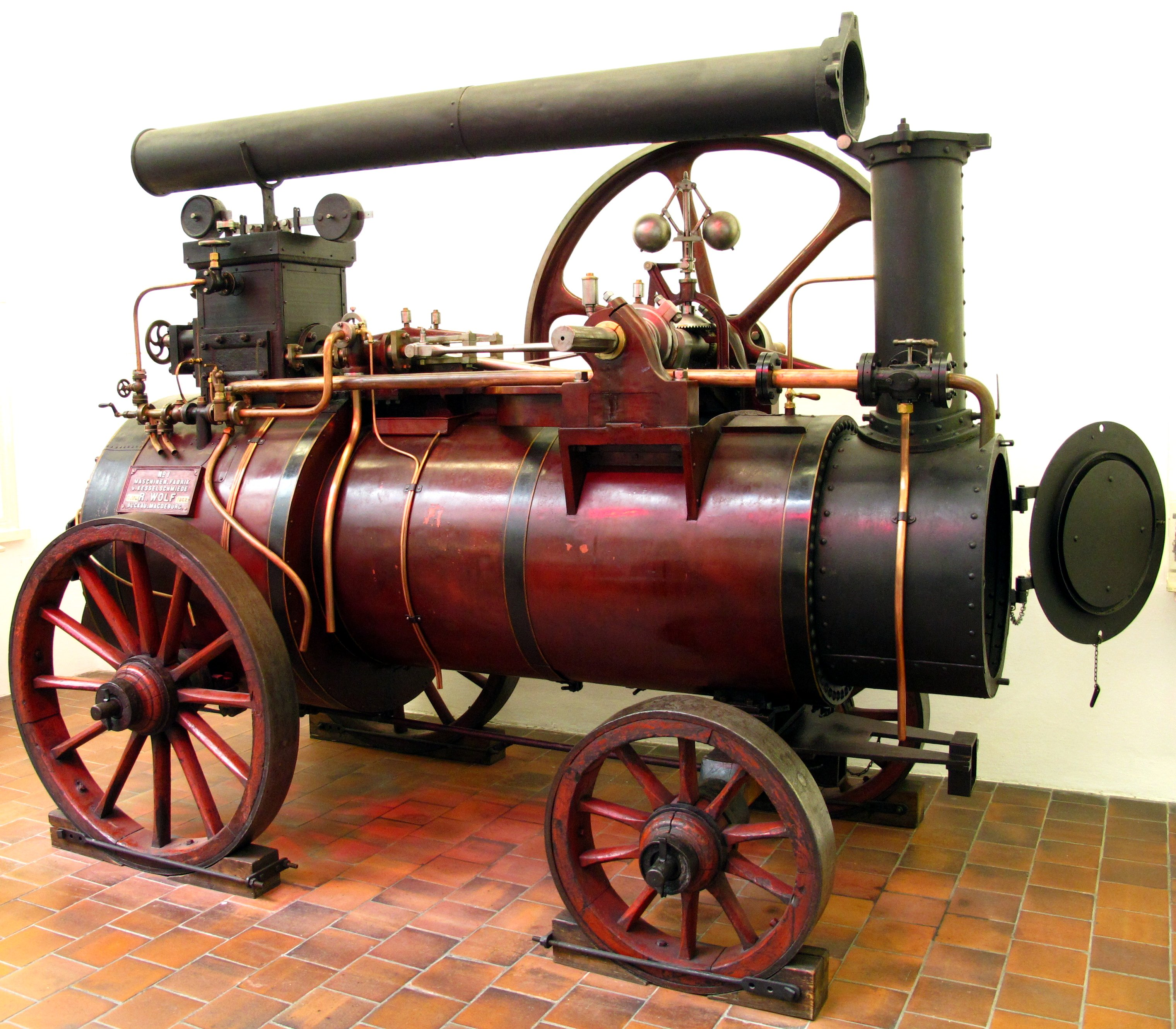
可搬式蒸気機関

可搬式蒸気機関（かはんしきじょうききかん）とは移動可能な蒸気機関で建設現場や農場等での動力等に使用された。

## 概要
当初、蒸気機関はほぼ例外なく定置式蒸気機関で、炭鉱などの鉱山での揚水、発電、製粉、紡績などの動力として使用され、産業革命を支えた。その後、蒸気機関は、ボイラーの高圧化、機関の高出力化に伴い、小型化・高性能化が進んだ。それにより、可搬型原動機として建設や林業の現場、農場などへ移動して使用されるようになった。
ボイラーに車輪がついた形態はトラクションエンジンとも共通するが、可搬式蒸気機関の場合、中には移動用に自走能力を備えた機種もあるが、基本的には、作業現場への移動後、定置した状態での運転が主となる構造である。これに対し、トラクションエンジンは駆動系を備え、走行することでトラクターやロードローラーといった目的の作業を達成する乗り物である。ただしトラクションエンジンでも車外の機器に動力を供給する可搬型エンジンとしての使用も普通に行われていたため、両者の境界は厳密とも言えない。
欧米では動態保存されている例も多く、スティームミーティング等で展示、実演される。

## ギャラリー

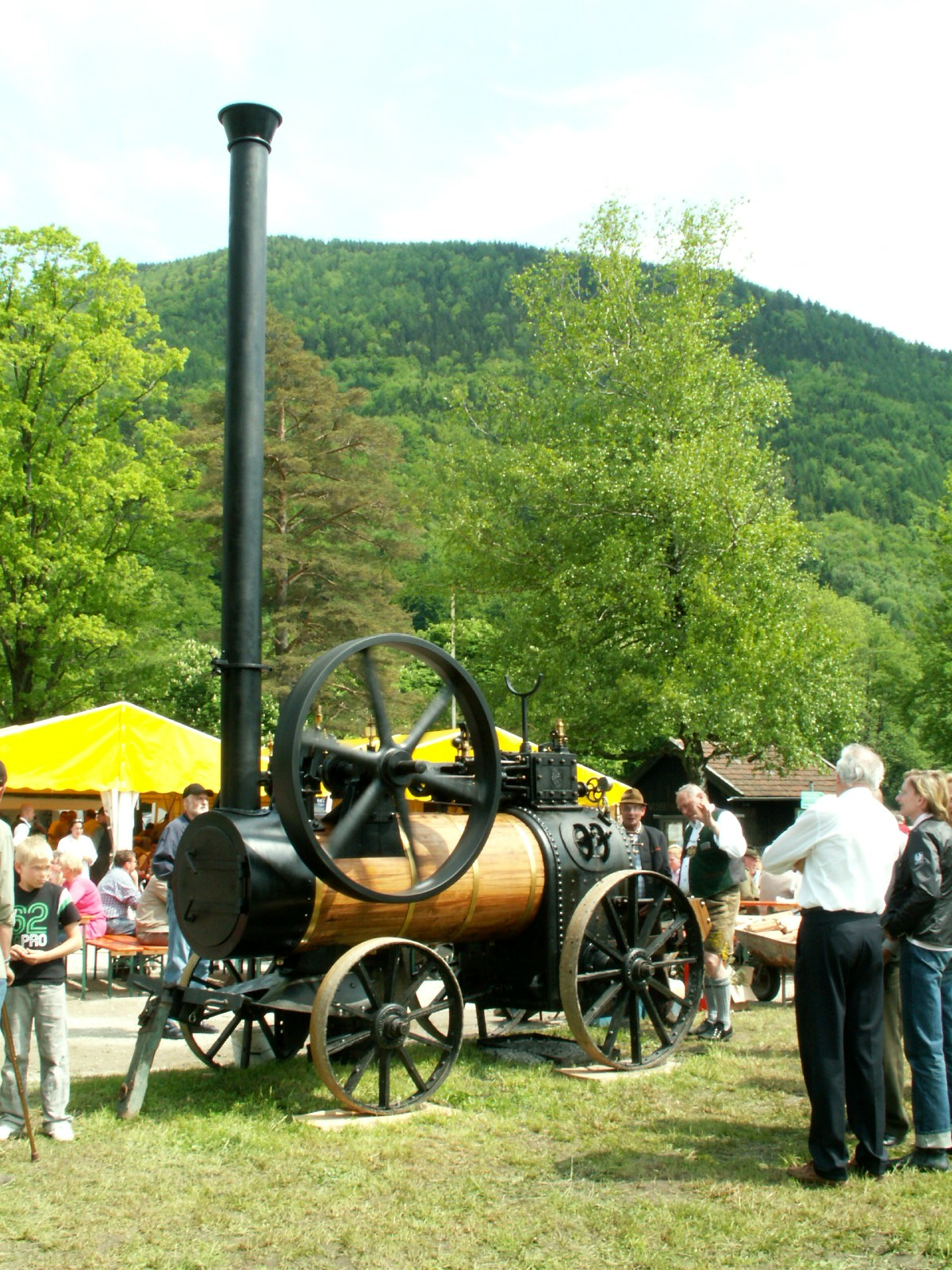
可搬式蒸気機関
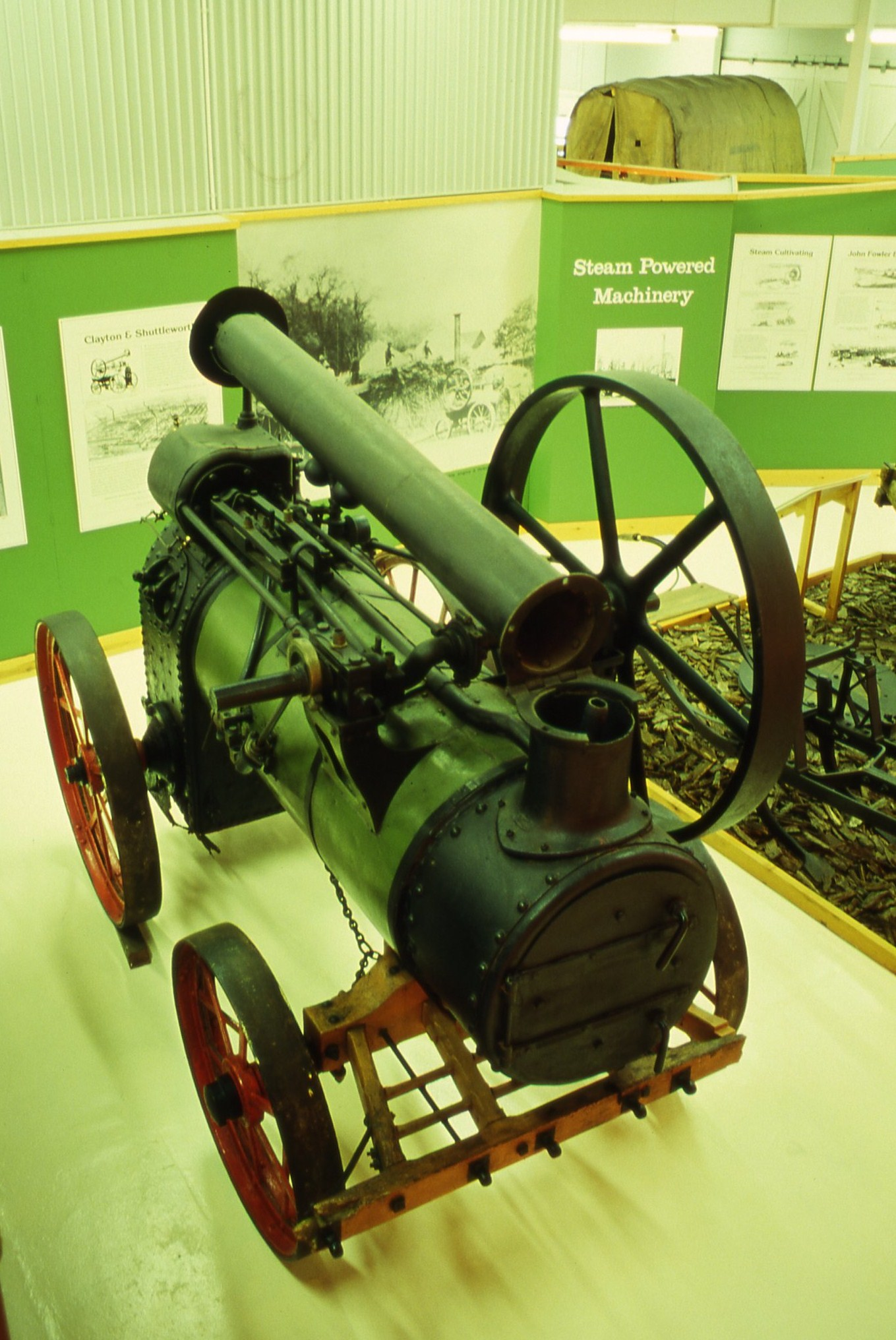
可搬式蒸気機関
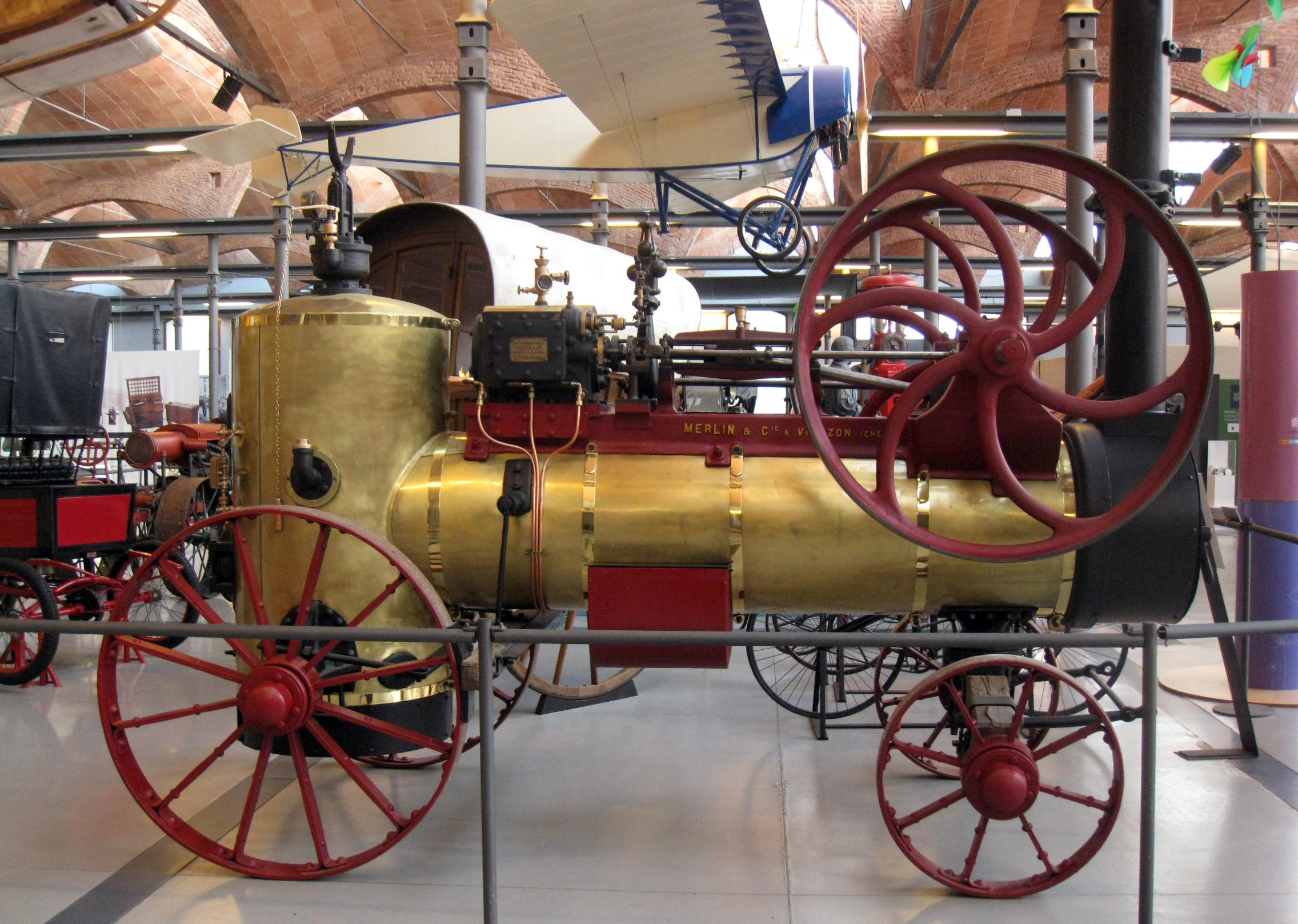
博物館に展示される可搬式蒸気機関
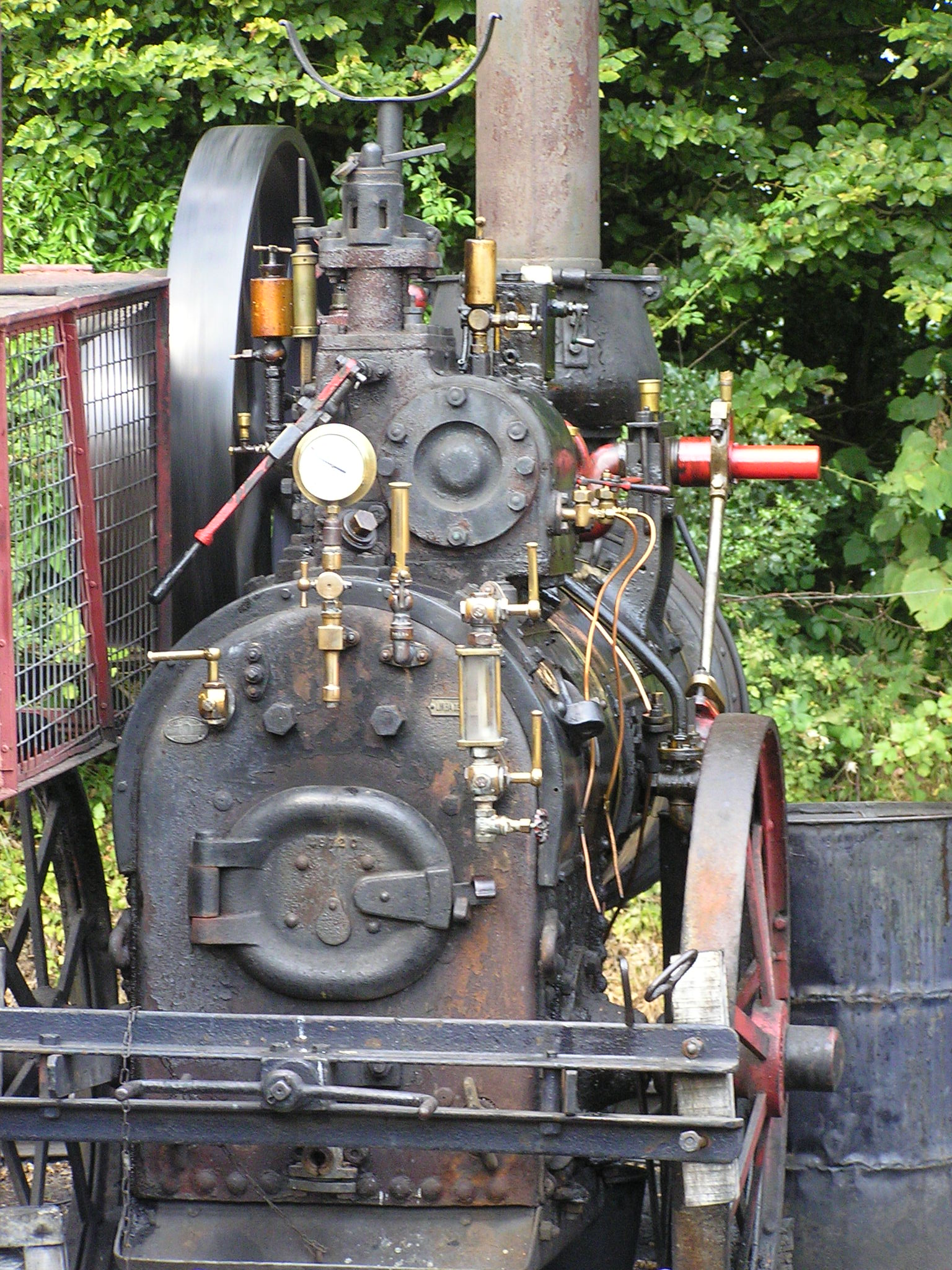
ボイラーの焚口